# Josefin Bouveng
Sara Josefin Agnes Bouveng, född 15 maj 2001 i Uppsala, är en svensk ishockeyspelare (forward).
Bouveng spelar för University of Minnesota i NCAA. Hon representerade Sveriges landslag vid de Olympiska vinterspelen 2022 i Peking. Hon har även guld från Ungdoms-OS i Lillehammer 2016, junior VM silver 2018 och representerade senast damkronorna under VM i Henning 2022. 2021 utsågs hon till Sveriges bästa juniorspelare. 

## Klubbkarriär
Bouveng är uppväxt i Vassunda, Knivsta kommun och började spela ishockey i Wings HC Arlanda. Inför säsongen 2017/2018 gick hon till Djurgårdens IF. Under sin första säsong i SDHL spelade Bouveng 33 grundseriematcher och gjorde tolv poäng, varav sex mål. I SM-slutspelet gjorde hon ytterligare ett mål och två assists på fyra matcher. Följande säsong blev ett genombrott för Bouveng som gjorde 26 poäng, varav 14 mål på 27 matcher i grundserien. Säsongen 2019/2020 gjorde hon 12 poäng, varav åtta mål på 25 matcher i grundserien. I slutspelet gjorde Bouveng ytterligare ett mål och totalt tre poäng. Hon hade även seriens bästa tekningsprocent under säsongen (64 procent).
Inför säsongen 2020/2021 var det tänkt att Bouveng skulle flytta till USA för studier på Princeton University och spel i Princeton Tigers. Det blev dock ingen flytt till USA på grund av covid-19-pandemin och Bouveng skrev istället på för Brynäs IF. Hon gjorde 47 poäng, varav 24 mål på 36 matcher i grundserien under säsongen 2020/2021. I slutspelet gjorde Bouveng ytterligare 18 poäng, varav 13 mål på sju matcher då Brynäs tog silver efter förlust i finalen mot Luleå HF. Hon blev efter säsongen tilldelad Elite Prospects Award, ett pris som delas ut till SDHL:s bästa juniorspelare och som de föregående två åren vunnits av Maja Nylén Persson.
I januari 2022 meddelade Bouveng att hon skulle lämna Brynäs efter säsongen 2021/2022 och flytta till USA för studier på University of Minnesota och spel i universitetslaget Minnesota Golden Gophers.

## Landslagskarriär
I januari 2016 blev Bouveng uttagen i Sveriges trupp till ungdoms-OS i Lillehammer. Hon var med och vann guldet i turneringen efter att Sverige besegrat Tjeckien i finalen. Bouveng debuterade redan som 14-åring i Sveriges U18-landslag. Hon var en del av Sveriges lag som slutade på fjärde plats vid U18-VM 2017 i Tjeckien efter förlust mot Ryssland i bronsmatchen. Följande år var Bouveng med och tog silver vid U18-VM 2018 i Ryssland. Vid U18-VM 2019 i Japan gjorde hon sitt tredje JVM då Sverige slutade på femte plats i turneringen.
I oktober 2019 blev Bouveng för första gången uttagen i Damkronorna. Den 19 januari 2022 blev hon uttagen i Sveriges trupp till olympiska vinterspelen 2022 i Peking. Sverige tog sig vidare från gruppspelet men blev utslagna i kvartsfinalen mot Kanada.

## Karriärstatistik
| 2017/2018     | Djurgårdens IF | SDHL          | 33  | 6  | 6  | 12 | 8  | 4  | 1  | 2  | 3  | 0 |
| 2018/2019     | Djurgårdens IF | SDHL          | 27  | 14 | 12 | 26 | 4  | 4  | 2  | 1  | 3  | 4 |
| 2019/2020     | Djurgårdens IF | SDHL          | 25  | 8  | 4  | 12 | 14 | 5  | 1  | 2  | 3  | 0 |
| 2020/2021     | Brynäs IF      | SDHL          | 36  | 24 | 23 | 47 | 2  | 7  | 13 | 5  | 18 | 4 |
| Totalt i SDHL | Totalt i SDHL  | Totalt i SDHL | 121 | 52 | 45 | 97 | 28 | 20 | 17 | 10 | 27 | 8 |